# Коринтианс (мини-футбольный клуб)
«Коринтианс» — бразильский мини-футбольный клуб из города Сан-Паулу. Команда основана в 1970 году. Клуб является частью спортивного объединения «Коринтианс Паулиста». Одна из сильнейших команд бразильского футзала.

## История
Руководство спортивного объединения «Коринтианс Паулиста» на заре популярности мирового футзала уделяло большое внимание развитию данного вида спорта в городе Сан-Паулу. «Коринтианс» является одной из старейших команд по мини-футболу в мире, футзальный клуб был основан на профессиональном уровне ещё в 70-х годах XX века. Команда быстро вышла на лидирующие позиции в стране. В 2002 году из-за финансовых проблем руководство спортивного объединения приняло решение перевести футзальный клуб «Коринтианс» из элитного дивизиона чемпионата Бразилии в первенство штата.
Однако уже в 2008 году «Коринтианс» начал планировать возвращение в элиту бразильского футзала. Изначально спортивное объединение «Коринтианса» было не готово к самостоятельному финансированию клуба на уровне Лиги Футзала. Поэтому команда заключила партнёрское соглашение с футзальным клубом «Сан-Каэтано» из штата Сан-Паулу. Основной целью партнёрства было создание совместной команды «Сан-Каэтано/Коринтианс» для успешного выступления в Чемпионате Бразилии. Сотрудничество с клубом «Сан-Каэтано» продолжилось для «Коринтианса» до 2011 года. Как только финансовая ситуация в клубе улучшилась после сезона-2011, руководство спортивного объединения заявило о полноценном возвращении команды в Лигу Футзала.
В 2016 году команда добилась своего самого главного достижения в истории, выиграв титул чемпиона Бразилии по футзалу. На протяжении долгой истории клуба, за «Коринтианс» выступали многие звёзды мирового футзала, в том числе один из лучших игроков мира Фалкан и лучший вратарь чемпионата мира 2008 Тиаго Мариньо.

## Состав команды
| Позиция    | Имя                | Гражданство |
| Вратарь    | Жол                | Бразилия    |
| Вратарь    | Лукас Оливейра     | Бразилия    |
| Вратарь    | Мануэл Вандесон    | Бразилия    |
| Защитник   | Аллан Баррето      | Бразилия    |
| Защитник   | Энрике Гонсалвес   | Бразилия    |
| Защитник   | Ле                 | Бразилия    |
| Защитник   | Лукас Мартинс      | Бразилия    |
| Защитник   | Тиагуиньо          | Бразилия    |
| Универсал  | Алешандре Тейшейра | Бразилия    |
| Универсал  | Габриэль Алвес     | Бразилия    |
| Универсал  | Баззиньо           | Бразилия    |
| Универсал  | Бебе               | Бразилия    |
| Универсал  | Родриго Канабарро  | Бразилия    |
| Универсал  | Эйтор              | Бразилия    |
| Универсал  | Леви               | Бразилия    |
| Универсал  | Лукас Роша         | Бразилия    |
| Универсал  | Ян                 | Бразилия    |
| Нападающий | Содре              | Бразилия    |
| Нападающий | Татиньо            | Бразилия    |
| Нападающий | Дейвес Мораес      | Бразилия    |
| Нападающий | Жоннас Родригес    | Бразилия    |
| Нападающий | Кауе               | Бразилия    |
| Нападающий | Вини               | Бразилия    |

## Достижения
- Чемпион Бразилии (2): 2016, 2022
- Обладатель Чаши Бразилии (2): 1974, 2010
- Обладатель Кубка Бразилии (2): 2018, 2019
- Обладатель Суперкубка Бразилии (3): 2019, 2020, 2021
- Чемпион штата Сан-Паулу (14): 1971, 1972, 1973, 1978, 1980, 1981, 1995, 2009, 2013, 2015, 2016, 2018, 2019 (FPFS), 2019 (LPF)

## Статистика выступлений
| Сезон | Лига         | Место                                   |
| ----- | ------------ | --------------------------------------- |
| 1996  | Лига Футзала | 9                                       |
| 1997  | Лига Футзала | 1/4 финала (7 в регулярном чемпионате)  |
| 1998  | Лига Футзала | 8                                       |
| 1999  | Лига Футзала | 13                                      |
| 2000  | Лига Футзала | 10                                      |
| 2001  | Лига Футзала | 10                                      |
| 2008  | Лига Футзала | 15                                      |
| 2009  | Лига Футзала | 14                                      |
| 2010  | Лига Футзала | 1/2 финала (2 в регулярном чемпионате)  |
| 2011  | Лига Футзала | 1/2 финала (11 в регулярном чемпионате) |
| 2012  | Лига Футзала | 1/2 финала (5 в регулярном чемпионате)  |
| 2013  | Лига Футзала | 1/2 финала (2 в регулярном чемпионате)  |
| 2014  | Лига Футзала | 1/2 финала (2 в регулярном чемпионате)  |
| 2015  | Лига Футзала | 1/2 финала (3 в регулярном чемпионате)  |
| 2016  | Лига Футзала | чемпионы (5 в регулярном чемпионате)    |
| 2017  | Лига Футзала | 1/4 финала (4 в регулярном чемпионате)  |
| 2018  | Лига Футзала | 1/4 финала (5 в регулярном чемпионате)  |
| 2019  | Лига Футзала | 1/4 финала (2 в регулярном чемпионате)  |
| 2020  | Лига Футзала | финал (2 в регулярном чемпионате)       |
| 2021  | Лига Футзала | 1/8 финала (14 в регулярном чемпионате) |
| 2022  | Лига Футзала | чемпионы (10 в регулярном чемпионате)   |
| 2023  | Лига Футзала | 1/8 финала (10 в регулярном чемпионате) |
| 2024  | Лига Футзала | 1/8 финала (14 в регулярном чемпионате) |

## Стадион
Матчи команда проводит в городе Сан-Паулу, в спорткомплексе имени Вламира Маркеса, расположенном по адресу Rua São Jorge, nº 777
Tatuapé, São Paulo — SP, 89204-110. Вместимость — 7 000 человек.